# Break It to Me Gently
Break It to Me Gently è una canzone R&B registrata da Aretha Franklin nel 1977, ed inclusa nell'album Sweet Passion. Pubblicata come singolo, raggiunse la prima posizione della Hot Soul Singles chart nel giugno 1977, pur non ottenendo particolare successo nella Billboard Hot 100, dove non salì oltre la posizione 85. Fu l'ultimo singolo di successo della Franklin con l'Atlantic Records, e più in generale il suo ultimo successo negli anni settanta.

## Tracce
1. Break It to Me Gently
2. Meadows of Spring

## Classifiche
| Classifica (1977)                | Posizione più alta |
| -------------------------------- | ------------------ |
| U.S. Billboard Hot 100           | 85                 |
| U.S. Billboard Hot Black Singles | 1                  |